# Fernand de Ryckman de Betz
Pour les autres membres de la famille, voir Famille de Ryckman de Betz.
Fernand, baron de Ryckman de Betz, né le 17 juillet 1871 à Louvain (Belgique), décédé le 22 mai 1961 à Bruxelles (Belgique), est un diplomate, généalogiste et homme politique belge, sénateur suppléant, vice-consul de Belgique, conseiller de la légation du Siam en France, président de la Commission franco-belge des dommages de guerre.

## Biographie
Petit-neveu d'André de Ryckman de Winghe, Fernand de Ryckman de Betz est le fils d'Emile de Ryckman de Betz, banquier, administrateur de la Banque centrale de la Dyle et du comptoir d'escompte de la Banque nationale de Belgique, vice-consul de France à Louvain, conseiller provincial du Brabant, et de Berthe de Dieudonné de Corbeek-over-Loo.
- Docteur en droit,
- Membre de la Société d'histoire générale[2]
- Membre de la Société d'histoire diplomatique.

Il habitait le Château de Betz (nl) (Geetbets).

## Œuvres
- Les de Ryckman, Cinq cents ans d'histoire familiale, sociale et économique, 1952
- Le Baron Nothomb et la question luxembourgeoise, G. Van Oest, 1918, 48 p.Écrit avec Jean-Baptiste Nothomb.
- Généalogie de la famille van der Vekene, par le Baron de Ryckman de Betz. (Louvain, 1937),
- Armorial et biographies des chanceliers et conseillers de Brabant, Hombeek, 1957, 1255 p.Écrit avec le vicomte de Jonghe d'Ardoye. Volumes 1 à 4 des Recueils des Tablettes du Brabant
- Recueil de tableaux de quartiers de noblesse des familles belges 1914 - 1948, H. Dessain, Librairie de Nobele, 1949, 436 p.Écrit avec le Vicomte Théodore de Jonghe d'Ardoye.
- L'abbaye cistercienne de La Cambre : étude d'histoire et d'archéologie, De Nederlandsche Boekhandel, 1948, 394 p.Écrit avec Georges Dansaert et l'abbé Thibaut de Maisières.
- Armorial général de la noblesse belge, orné des armoiries figurées dans les lettres patentes originales, H. Dessain, 1941
- La politique extérieure de la Belgique de 1830 à 1914, G. van Oest, 1919, 48 p.
- Les Livres de raison des Spoelberch, 1563-1873, Michiels-Broeders, 1935
- Armorial général de la noblesse belge|éditeur=H. Dessain|année=1957, (seconde édition revue et corrigée préfacée pae le vicomte Charles Terlinden)
- Un litige d'état civil au XVIIIe siècle, une branche inconnue des Villegas, Extrait de La Noblesse belge Annuaire de 1940-1941, H. Dessain, Liège, 1944.
- Le problème des élites
- Les adjonctions de noms en Belgique (depuis 1830)
- Un droit pénal international
- Du progrès social
- Le principe des nationalités et la guerre européenne
- La Diplomatie Belge d'avant la guerre (1914), La Revue Belge
- La Diplomatie Belge d'après la guerre (1915), La Revue Belge
- La Réforme Consulaire (1903), Revue de Belgique
- Le rôle des Chambres de Commerce (1915), La Revue Belge